# 奥托马蒂克自行高射炮
奥托马蒂克（英語：Otomatic）是一款由意大利奥托梅莱拉公司研发和制造的自行高射炮，主武器为一门奥托梅莱拉76毫米舰炮。

## 设计
奥托马蒂克的底盘同OF-40主战坦克，但炮塔则被重新设计以适应76毫米舰炮，装有SMA VPS-A05搜索雷达（对飞机搜索范围15公里，直升机8公里），SMA VPG-A06（Ka波段）目标追踪雷达和一套包括潜望镜和激光测距仪的光学火控系统。整个炮塔重15吨，纯钢铸造，厚度接近早期豹1型坦克的炮塔。除了防空用的高爆弹，奥托马蒂克的主炮还能发射尾翼稳定脱壳穿甲弹，使其能有效杀伤轻装甲车辆和老式坦克。

## 生产
虽然与防空导弹相比大口径近炸引信炮弹要便宜得多，奥托马蒂克却从未大量生产：比起奥托马蒂克，意大利军队更想要豹1底盘的自行高炮，因此意军订购60-80辆奥托马蒂克的计划从未实现。此外，尽管该车安装的76毫米舰炮已经在世界各地的海军中广为使用，奥托马蒂克也没有收到来自外国客户的订单。
奥托梅莱拉曾试图用多角色火炮战区防御（AMRAD, Artillery Multi-Role Area Defense）的概念拯救奥托马蒂克的惨淡销售。为了降低重量使炮塔可以装备在轮式底盘上，装甲被减少，独立雷达被由远程雷达引导的光学瞄准系统代替。尽管有这些变化，AMRAD还是没能卖出去。